# Desmiphora x-signata
Desmiphora x-signata là một loài bọ cánh cứng trong họ Cerambycidae.